# MediEvil: Resurrection
MediEvil: Resurrection — видеоигра в жанре платформер, разработанная эксклюзивно для портативной консоли PlayStation Portable и являющаяся третьей игрой из серии MediEvil.
MediEvil: Resurrection стала одним из первых релизов для PlayStation Portable. Выпуск игры состоялся 2 сентября 2005 в Европе и 13 сентября 2005 в США. В 2008 году MediEvil: Resurrection была выпущена для PlayStation Store.

## Об игре

### Игровой процесс

Кадр из игры, представленный SCEE 19 мая 2005 года.

MediEvil: Resurrection является переосмыслением первой игры MediEvil со значительными отличиями от оригинала. Дизайн локаций и персонажей были изменены, а некоторые уровни оригинала были убраны из игры полностью. Также в игру добавлены новые уровни и персонажи, хотя видеоролики соответствовали MediEvil. Несмотря на сюжет оригинала, MediEvil: Resurrection была выполнена в более мультяшном стиле. Саундтрек также претерпел изменения; были добавлены новые треки и удалены некоторые старые. Для получения секретной концовки в MediEvil: Resurrection, нужно также собрать все кубки; Дэн Фортескью  возвращается к жизни и решает победить некроманта, чтобы попасть в «Зал героев».
Геймплей MediEvil: Resurrection фактически идентичен оригиналу и представляет собой трёхмерный слешер, в управлении находится скелетированный рыцарь, который, побеждая врагов и преодолевая препятствия, должен проходить уровни. В конце некоторых уровней игрока ждёт сражение с боссом. Для победы над противниками персонаж использует разнообразное оружие. Изначально в его арсенале находится лишь собственная рука, которая может применяться как в ближнем бою, так и на расстоянии. В ходе путешествия он находит мечи, метательные ножи, арбалеты, луки, копья, молоты, щиты для защиты и прочую экипировку. Большая часть этих предметов приобретаются в бонусной локации «Зале героев», куда игрок попадает в том случае, если после прохождения уровня он найдёт золотой кубок и наполнит его душами убитых врагов. Герой имеет шкалу жизней которая может быть пополнена с помощью найденных зелёных пузырьков или бьющих из земли фонтанов. Как только шкала сокращается до нуля, автоматически используется одна из жизненных бутылей, полностью восстанавливающих здоровье персонажа. MediEvil: Resurrection также включает в себя эксклюзивные мини-игры и возможность многопользовательской игры.

### Разработка и релиз
| Сводный рейтинг    | Сводный рейтинг |
| Агрегатор          | Оценка          |
| ------------------ | --------------- |
| GameRankings       | 68,96 %         |
| Metacritic         | 66/100          |
| Иноязычные издания |                 |
| Издание            | Оценка          |
| EGM                | 6,2/10          |
| Eurogamer          | 4/10            |
| GameSpot           | 6,1/10          |
| GameSpy            | [ 6 ]           |
| IGN                | 7,3/10          |

Разработка MediEvil: Resurrection началась в 2003 году. Высшее руководство Sony Computer Entertainment Europe хотела выпустить стартовую игру для PlayStation Portable популярной франшизы, и было решено создать ремейк MediEvil. Одной из причин разработки «переосмысления», а не продолжения игровой серии, стал отсутствие времени — команде разработчиков был отведён всего лишь год.
Несмотря на успех оригинальной игры для PlayStation, продюсер MediEvil Крис Соррелл занялся проектом 24: The Game для PlayStation 2. На его место был назначен Пирс Джексон, который, в свою очередь, набрал абсолютно новую команду дизайнеров.
Игра планировалась и для консоли PlayStation 2, но была отменена. По словам главного дизайнера Доминика Каалина все силы были направлены на создание PSP-версии, чтобы в полной мере продемонстрировать возможности PlayStation Portable и мультиплеера через Wi-Fi.
Релиз MediEvil: Resurrection состоялся в сентябре 2005 года на PSP и в мае 2008 года для PlayStation Store.

### Отзывы критиков и продажи
MediEvil: Resurrection в целом была положительно воспринята различными игровыми изданиями. В частности были похвалены графика, саундтрек и удачное переосмысление сюжета. Негативную реакцию у обозревателей вызвали неудобное управление, боевая система и падение частоты смены кадров в некоторых местах.
Игра стала успешным коммерческим проектом. На данный момент продано более 1 млн копий MediEvil: Resurrection по всему миру. В 2010 году игра была добавлена в PSP Essentials.